# Pälkjärvi
Pälkjärvi est une ancienne municipalité du Carélie du Nord en Finlande.

## Histoire
À la fin de la guerre de Continuation, par l'armistice de Moscou, la majeure partie de Pälkjärvi est cédée à l'URSS en 1944 et la partie restée finlandaise (17,3 km2) est rattachée à Tohmajärvi en 1946.
La partie de Pälkjärvi, du côté russe, est devenue une partie de la municipalité de Sortavala en République  de Carélie.
En 1939, la superficie de Pälkjärvi était de 202 km2, et au 31 décembre 1953 elle comptait 1 953 habitants.
La fondatrice de Marimekko, Armi Ratia, est née à Pälkjärvi en 1912.